# Turchi in Belgio
I turchi in Belgio (in turco Belçika'daki Türkler; in olandese Turkse gemeenschap in België; in francese Turcs en Belgique) costituiscono una delle principali comunità immigrate in Belgio. La migrazione turca verso il Belgio si verificò principalmente nella seconda metà del XX secolo, in particolare dalle regioni centrali dell'Anatolia, in Turchia. La comunità è concentrata tendenzialmente in quartieri propri e si è attivata nel preservare la propria identità etnica, nazionale, culturale, linguistica e religiosa. La comunità turca in Belgio ha vissuto un processo di riscoperta delle proprie tradizioni islamiche, anche grazie al contributo di una serie di organizzazioni religiose attive nel paese.

## Storia
La migrazione turca verso il Belgio ebbe inizio negli anni 1960. Nel 1964 il governo belga siglò un accordo bilaterale con quello turco per reclutare manodopera da impiegare nelle miniere, similmente a quanto effettuato con numerosi altri paesi del bacino del Mediterraneo. Tra il 1961 e il 1974 vennero reclutati in Belgio poco meno di  16000 lavoratori turchi, nella quasi totalità uomini, originari prevalentemente dell'Anatolia centrale, principalmente dalle province di Afyon, Eskişehir e Kayseri. In particolare molti migranti provenivano dal distretto di Emirdağ, molti dei quali si stabilirono successivamente nei Paesi Bassi. I lavoratori turchi si stabilirono inizialmente in Vallonia, per poi diffondersi anche a Bruxelles e nelle Fiandre, in particolare ad Anversa, Gand e in Limburgo.
In seguito al collasso del settore minerario nei primi anni 1970 la richiesta di lavoratori turchi venne cessata; i minatori turchi rimasero disoccupati e difficilmente riuscirono a reinserirsi nel mercato occupazionale, dal momento che non padroneggiavano le lingue locali. L'immigrazione dalla Turchia tuttavia continuò attraverso le procedure di ricongiungimento familiare. A partire dagli anni 1980 le autorità federali belghe si attivarono per favorire l'integrazione sociale degli immigrati, facilitando successivamente anche i percorsi di naturalizzazione.

## Società e cultura

### Distribuzione geografica
La maggioranza dei turchi in Belgio è concentrata in non più di dieci comuni. La maggior parte risiede nelle Fiandre, in particolare a Genk, Gand e Anversa; circa un quarto è invece concentrato nella regione di Bruxelles, in particolare a Bruxelles, Saint-Josse-ten-Noode e Schaerbeek, e un altro quarto in Vallonia, principalmente a Liegi e Charleroi. I turchi tendono a stabilirsi in quartieri a forte concentrazione turca. I quartieri abitati dalla comunità tendono ad essere connotati da una forte identità turca, che si esprime sia negli spazi privati che in quelli pubblici, come nelle strade, nei negozi e nelle scuole. La comunità turca tende ad aggregarsi nei vari quartieri sulla base di comunanze culturali e di origine geografica. Anche la vita sociale e culturale di ogni singola comunità turca in Belgio gravita attorno a fitte reti relazionali e sociali basate sulla comune origine dallo stesso paese in madrepatria.

### Status socioeconomico
La gran parte dei turchi in Belgio, specie quelli delle generazioni più anziane, tende ad essere sottoistruita e a ricoprire mansioni non qualificate nei settori agricolo, industriale ed edilizio. Numerosi membri della comunità sono lavoratori autonomi, in particolare grossisti, barbieri, ristoratori, commercianti, assicuratori, medici e avvocati. Sono poi attive decine di imprese turche che assumono lavoratori turchi. Le donne tendono ad essere casalinghe, anche se il loro contributo al mondo lavorativo è in aumento. La recessione economica vissuta dal Belgio ha contribuito a isolare la comunità turca dal resto della società belga. I livelli di disoccupazione tra i giovani turchi sono molto più alti della media. La maggioranza degli studenti turchi di seconda generazione tendono a preferire i percorsi vocazionali o tecnici, impopolari tra gli studenti di origine belga. L'istruzione universitaria risulta però più popolare tra i membri della terza generazione. Il 52% dei turchi in Belgio possiede la casa dove vive e il 61% detiene una casa in Turchia. La costruzione di abitazioni nei villaggi ancestrali, riservate come case di villeggiatura, rimane un elemento importante per molte famiglie turche in Belgio.

### Mondo associazionistico

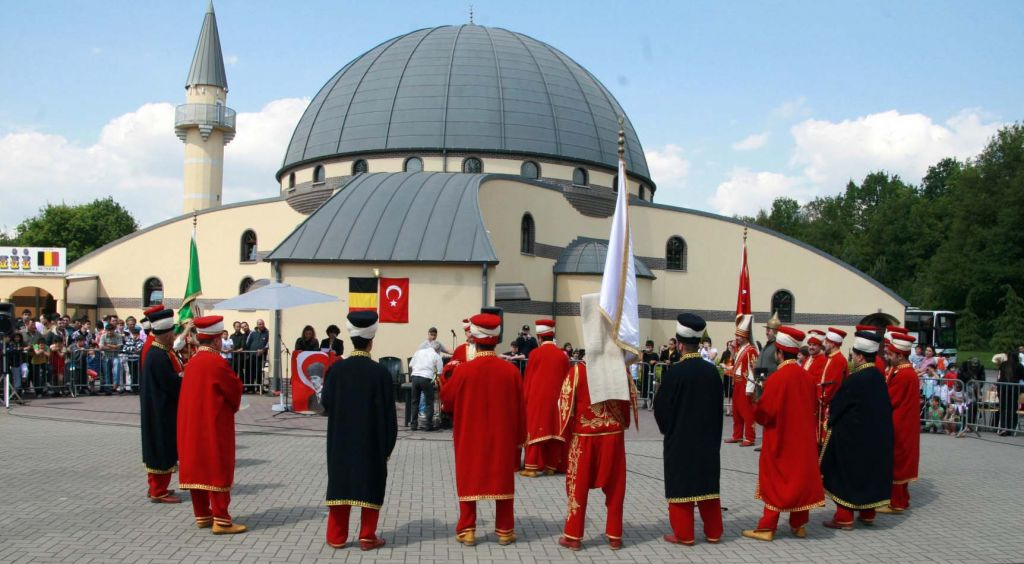
Manifestazione culturale turca di fronte alla moschea Yunus Emre a Genk, 2009

La comunità ha vissuto un ampio processo di riscoperta delle proprie tradizioni religiose islamiche e buona parte del mondo associazionistico turco in Belgio gravita attorno alle moschee e alle scuole coraniche. Sono poi attive numerose associazioni socioculturali e sportive che favoriscono la preservazione dell'identità etnica e culturale tra la comunità.
In ambito religioso un ruolo fondamentale è ricoperto dal Diyanet, attivo nel paese dal 1982 e la cui presenza è stata approvata da un decreto reale. Il Diyanet è strutturato come un'organizzazione governativa turca e aderisce alla scuola hanafita; l'organizzazione gestisce almeno 67 moschee, ossia circa la metà delle moschee turche in Belgio, e conta ufficialmente nel paese 28000 membri; i servizi religiosi organizzati in Belgio dal Diyanet sono frequentati da 100000 fedeli e 5000 giovani seguono vari corsi religiosi preparati dall'organizzazione. Le attività del Diyanet non si limitano alla sola sfera religiosa, ma si estendono anche a quella socioculturale, attraverso corsi di lingua, musica, arte, teatro e folclore ed eventi di dialogo interreligioso.
Altra organizzazione religiosa turca molto presente in Belgio è il Millî Görüş, attiva nel paese dal 1975. L'organizzazione emerse in Turchia attorno alla figura di Necmettin Erbakan come movimento di rinascita religiosa in ambito politico. Gli attivisti del Millî Görüş si mobilitarono nel creare una solida base sociale tra le comunità turche migrate in Europa. In Belgio sono affiliati al Millî Görüş la Federazione Islamica del Belgio, federata in ambito europeo all'Islamische Gemeinschaft Millî Görüş, e la sezione locale del Partito della Felicità, che conta migliaia di membri. La Federazione Islamica del Belgio gestisce due scuole e ventinove moschee, delle quali sedici nelle Fiandre, dieci in Vallonia e tre nella regione di Bruxelles.
Altre organizzazioni religiose presenti in Belgio sono le confraternite islamiche naqshbandi Süleymancılar e Menzil e il movimento Nurculuk. Forte è anche la presenza dei Lupi Grigi, attivi anche in ambito religioso e che gestiscono numerose moschee. Numerose scuole private sono gestite dal Movimento gülenista. Accanto alla maggioranza sunnita vi è poi in Belgio anche una piccola minoranza alevita, originaria particolarmente del villaggio di Karacalar e legata principalmente all'associazione Erenler, con base a Bruxelles e Gand e strutturata attorno alla famiglia Sahbaz, la quale offre alla comunità un dede. È poi attiva un'altra associazione alevita con base a Verviers, la quale aderisce al nazionalismo curdo.